# Гайдулян Андрій Сергійович
Андрій Сергійович Гайдулян (рос. Андрей Сергеевич Гайдулян; нар. 12 квітня 1984, Кишинів, Молдавська РСР, СРСР) — російський актор театру і кіно, найбільш відомий за роллю Саші Сергєєва в серіалах «Універ», «Універ. Новий гуртожиток» і «СашаТаня».

## Біографія
Народився 12 квітня 1984 року в Кишиневі. Батько — Сергій Іванович Гайдулян — полковник МВС у відставці. Мати — викладач. Дід — Іван Васильович Гайдулян — лейтенант Військово-морського флоту, учасник оборони і звільнення Севастополя.
Театром почав захоплюватися ще в школі, також брав участь в КВК. Займався в театральному гуртку у Сергія Тіраніна, актора Державного російського драматичного театру імені Чехова. Після закінчення школи, були спроби вступити в Щукінське училище і ГІТІС, проте безрезультатно.
У 2002 році вступив на акторський факультет Інституту сучасного мистецтва, який закінчив в 2006 році. Після інституту деякий час грав в театрі «Глас». Почав зніматися в епізодичних ролях.
У 2007 був затверджений на головну роль в серіалі — ситкомі «Універ». Серіал приніс акторові велику популярність і успіх. Ту ж роль зіграв в продовженнях «Універ. Новий гуртожиток» і «СашаТаня» (окремий спін-офф)/
У 2013 році озвучував персонажа Арта в російському дубляжі мультфільму «Університет монстрів».
З 2016 року активно займається благодійністю.

### Хвороба
24 липня 2015 року акторові був поставлений діагноз лімфома Ходжкіна, після чого він виїхав на лікування до Німеччини. Після поліпшення стану 2 лютого 2016 року Гайдулян повернувся в Москву.

## Особисте життя
У 2006 році перебував у незареєстрованому шлюбі з Риммою — колишньою однокурсницею, у них є спільний син Федір.
З 2011 року зустрічався з Діаною Очіловою, з якою планував одружитися у вересні 2015, але весілля було скасовано через стан здоров'я Андрія. В березні 2016 року пара розлучилася, проте в травні відносини відновилися. 9 вересня 2016 року пара все ж зіграла весілля. У 2017 році стало відомо про розлучення подружжя.
Через три місяці після розірвання шлюбу Андрій Гайдулян вийшов у світ з 26-річною актрисою Олександрою Велескевич.

## Фільмографія
| Рік          | Назва фільму                                           | Примітки                                       |
| ------------ | ------------------------------------------------------ | ---------------------------------------------- |
| 2006         | «Кулагин і партнери»                                   | епізод                                         |
| 2006         | «Детективи»                                            | епізод                                         |
| 2007         | «Закон і порядок. Відділ оперативних розслідувань — 2» | лаборант (фільм 4 «Розслідування»)             |
| 2008         | «Дачниця»                                              | епізод                                         |
| 2008—2011    | «Універ»                                               | Саша Сергєєв                                   |
| 2011         | «Мантикора»                                            | епізод                                         |
| 2011         | «Повний контакт»                                       | Влад                                           |
| 2011—2014    | «Универ. Нова общага»                                  | Саша Сергєєв                                   |
| 2013         | «Червоні гори»                                         | Микита                                         |
| 2013         | «Друзі друзів»                                         | епізод                                         |
| 2013 — н. ч. | «СашаТаня»                                             | Саша Сергєєв                                   |
| 2016         | «Про війну. Медсестра»                                 | Бруно                                          |
| 2018         | «Zомбоящик»                                            | хлопець-пияк, який грає в м'яч / пасажир таксі |

### Дубляж
- 2013 — «Університет монстрів» — Арт

### Театр
- «Розкішне весілля»[1]
- «Номер 13»[18]
- «Мурлін Мурло»[19]
- «Небезпечні хлопчики»

### Відеокліпи
| Рік  | Назва               | Виконавець   | Режисер         |
| ---- | ------------------- | ------------ | --------------- |
| 2018 | «Танцюй під Бузову» | Ольга Бузова | Кирило Дренясов |

### Робота в рекламі
У 2019 році знявся в рекламі Банку ВТБ.